# Judas Maccabaeus (Handel)

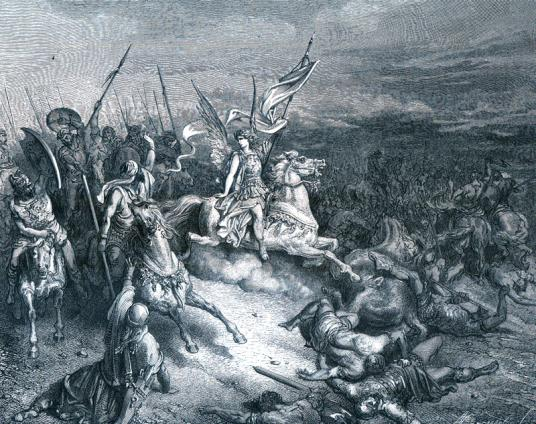
Thiên sứ được sai đến giải cứu Y-sơ-ra-ên (2 Macc. 15:20-24)

Judas Maccabaeus là oratorio của nhà soạn nhạc người Anh gốc Đức George Frideric Handel. Người viết lời cho tác phẩm của Handel là Đức cha Thomas Morell. Morell đã dựa vào Kinh Thánh để viết lời cho bản oratorio này. Handel đã sáng tác bản thanh xướng kịch (oratorio) này vào năm 1746 theo ủy thác của Hoàng thân xứ Wales để tôn vinh chính thắng của Anh quốc tại Culloden và mừng ngày trở về của Quận công vùng Cumberland. Bản thanh xướng kịch được trình diễn lần đầu tại London, Anh vào năm 1747